# Lyle Gramley
Pour les articles homonymes, voir Lyle.
Lyle Elden Gramley (14 janvier 1927 - 22 mars 2015) est un économiste américain qui a été membre du Conseil des gouverneurs de la Réserve fédérale des États-Unis de 1980 à 1985. 